# Yasuki Ishidate
Yasuki Ishidate (石舘 靖樹 Ishidate Yasuki?, nacido el 24 de septiembre de 1984 en Aichi) es un exfutbolista japonés. Jugaba de delantero y su último club fue el Zweigen Kanazawa de Japón.

## Trayectoria

### Clubes
| Club           | País  | Año         |
| -------------- | ----- | ----------- |
| Kashiwa Reysol | Japón | 2006 - 2007 |
| Tochigi SC     | Japón | 2008 - 2009 |
| Tochigi Uva FC | Japón | 2010        |
| [[]]           | Japón | 2011 - 2013 |